# Маларик
Маларик (Амаларих) — король свевов в Галисии (теперь западная Испания и северная Португалия) в 585 году.

## Биография
Судя по имени, Маларих мог быть вестготом. Он был последним, кто претендовал на королевский престол свевов.
В 585 году, после того, как последний король Аудека был побеждён и захвачен вестготами, Маларик принял титул короля и пытался в ходе восстания отвоевать королевство свевов, но не добился успеха. Иоанн Бикларийский, в хронике которого Маларик только и упоминается, писал: «Маларик, претендовавший на тиранию в Галисии, как бы желал править, но сразу побежденный полководцами короля Леовигильда, он был захвачен и доставлен связанным к Леовигильду».
В дальнейшем область свевов разделила судьбу Вестготского королевства.